# 10872 Вацулік
10872 Вацулік (10872 Vaculík) — астероїд головного поясу, відкритий 12 жовтня 1996 року.
Тіссеранів параметр щодо Юпітера — 3,439.
Названо на честь чеського письменника Людвіка Вацуліка (чеськ. Ludvík Vaculík, нар. 1926).